# Arquelau de Carres
|  | Per a altres significats, vegeu «Arquelau». |

Arquelau de Carrha (en llatí Archelaus en grec antic Ἀρχέλαος «Arkhélaos») fou un bisbe de Carrha o Carres (actual Haran, a Turquia) a Mesopotàmia l'any 278. És venerat com a sant a diverses confessions cristianes.

## Biografia
El 278 es va disputar públicament amb Mani, iniciador del maniqueisme, que va derrotar amb paraules. Aquesta disputa es va publicar en sirià, que molt aviat es va traduir al grec i al llatí, aquesta versió que és l'única conservada. En grec se'n conserven fragments. En un fragment menciona la història del naixement de Buda d'una verge, com a paral·lel del de Crist. Va ser canonitzat i la seva festa és el 20 de desembre.